# Zorro (film din 1975)
Zorro este un film de aventură italo-francez din anul 1975, regizat de Duccio Tessari. Rolul lui Zorro, personajul creat de Johnston McCulley, este interpretat de actorul francez Alain Delon. Acesta este singurul film cu Zorro care are loc în America de Sud și nu în California sau în Mexic, după cum era tradițional. Făcut în Italia, filmul are multe elemente de western spaghetti.

## Rezumat
În secolul al XIX-lea, Diego de la Vega (Alain Delon), cel mai bun spadasin din Lumea Veche, este pe cale să se întoarcă în Spania din Lumea Nouă atunci când îl întâlnește pe vechiul său prieten, Miguel de la Serna. Miguel tocmai fusese numit noul guvernator al coloniei spaniole Nuova Aragon după moartea unchiului său, Don Fernando. Diego încearcă să-l avertizeze pe Miguel că Nuova Aragon a fost condus cu lăcomie și ură timp de mai multe generații și că unchiul lui Miguel (care se presupune că a murit de malarie), a fost probabil ucis, dar Miguel, care are idealuri pacifiste umanitare, nu îl ascultă. Mai târziu, în aceeași seară, Miguel este atacat de trei bărbați în timp ce se plimba în afara hanului. Diego îi vine în ajutor și reușește să-i ucidă pe bărbați, iar unul dintre ei spune că au fost trimiși de colonelul Huerta (Stanley Baker) pentru a-l ucide pe Miguel. Murind, Miguel este de acord să-l lase pe Diego să meargă în locul lui, dar îl face să jure că „noul guvernator nu va ucide”. Diego jură fără prea mare tragere de inimă.
După câteva luni, în Nuova Aragon, colonelul Huerta solicită Consiliului să i se dea controlul complet al armatei și al guvernului. Chiar atunci, Diego (deghizat în de la Serna) sosește și anunță că el este noul guvernator. El joacă un joc dublu, lăsând impresia că este fricos și prost pentru a-i face pe cei de acolo să nu se teamă de el. În primele zile, Diego scapă de o tentativă de asasinat atunci când Assassin, câinele fostului guvernator, răstoarnă un castron cu dulciuri otrăvite, iar păsările care ciugulesc dulciurile mor. 
Diego și Joaquin (funcționarul mut al lui Miguel) îl urmăresc pe colonelul Huerta și pe oamenii săi și își dau seama că Huerta este un spadasin talentat, el reușind să taie lumânările în felii fără ca acestea să cadă. Ca răspuns la cererea guvernatorului de a i se asigura „securitatea personală”", colonelul îl numește pe sergentul Garcia (Moustache), un militar supraponderal, ca gardă de corp a guvernatorului. Mai târziu, în camera lui Diego, câinele Assassin le arată lui Diego și Joaquin un pasaj secret aflat în spatele bibliotecii. Deghizați, Diego și Joaquin cutreieră străzile din Nuova Aragon, văzând teroarea stârnită de oamenii colonelului.
Atenția lui Diego este atrasă de două incidente: călugărul Francisco, care încearcă să ridice oamenii la luptă împotriva cruzimii lui Huerta, și un grup de băieți care produc pagube negustorilor corupți, desenând apoi pe garduri un "Z". Întrebându-l pe Chico, unul dintre băieți, Diego află de legenda lui Zorro, „spiritul vulpei negre” care este un mare luptător și câștigă întotdeauna. Noul guvernator află că puterea în coloniile spaniole este uzurpată de colonelul Huerta.
A doua zi, fratele Francisco este condamnat pe nedrept la lovituri de bici pentru că a vândut piei de animale putrede. În timp ce călugărul este biciuit, Diego apare îmbrăcat ca Zorro, cu o mantie neagră, pălărie și mască, îl eliberează pe fratele Francisco și pune ca "judecătorul corupt, martorul mincinos și călăul criminal" să primească loviturile de bici în schimbul fratelui Francisco. Ulterior, într-o piață, Hortensia Pulido (Ottavia Piccolo), care provenea dintr-o familie bogată, îi îndeamnă pe oameni să se ridice împotriva soldaților. Soldații apar, dar Ortensia este apărată de Zorro care reușește să-i alunge pe soldați.
Ortensia este așteptată acasă de Zorro, dar ei reușesc să vorbească doar câteva momente înainte de sosirea colonelului Huerta. Zorro se ascunde și vede cum Huerta o sărută cu forța pe Ortensia. Zorro apare și-l forțează pe Huerta să-și ceară scuze de la Ortensia. Huerta face ce Zorro ordonează, iar Zorro și Ortensia au împreună un moment romantic.
Mătușa lui Miguel, Carmen (Adriana Asti), a decis să se întoarcă în Spania și să-și ia bijuteriile cu ea, escortată de Kapitan Fritz von Markel (Giacomo Rossi-Stuart). Zorro și Joaquin, știind că oamenii lui Huerta vor încerca să o jefuiască, îi urmează în secret. "Bandiții" atacă convoiul în noapte, dar von Markel (cu ajutorul secret al lui Zorro și Joaquin) se luptă cu curaj. "Bandiții" fug cu comoara, dar Zorro îi prinde din urmă și recuperează bijuteriile.
Diego lasă în palatul său semnul Z desenat pe pereți pentru a lăsa impresia că Zorro organizează un complot pentru a-l ucide pe guvernator. Colonelul Huerta elaborează un plan perfect pentru a-l captura pe Zorro. El o arestează pe Ortensia și o trage prin oraș într-o cușcă, sperând că Zorro va veni să o salveze și va fi capturat astfel de soldați. Zorro nu se arată în piață, ci o așteaptă pe Ortensia în celula de închisoare de unde o salvează și o face scăpată, apoi fuge și el. Dându-și seama că Zorro a cunoscut planul, în condițiile în care doar Huerta și guvernatorul știau de el, colonelul se deplasează în grabă la palatul guvernatorului, dar Diego reușește să se întoarcă chiar înainte de a ajunge Huerta. Guvernatorul se oferă să fie momeală pentru prinderea lui Zorro.
A doua zi, Diego și Garcia merg la o excursie de pescuit, fiind păziți de soldați ascunși. Joaquin se arată îmbrăcat ca Zorro și-i atrage după el pe aproape toți soldații. El îi duce la misiunea fratelui Francisco, unde copiii se costumează toți în Zorro pentru a-i distrage pe soldați. Pretinzând că se duce să se culce în trăsură, Diego reapare ca Zorro și le spune soldaților că-l amenință pe guvernator cu arma. Garcia îl duce pe Zorro la mina unde munceau țăranii înrobiți de Huerta. El le ordonă gărzilor să-i elibereze pe țărani, amenințând în caz contrar că-l va ucide pe guvernator. Cu ajutorul fratelui Francisco, sclavii sunt eliberați. Urmărit de colonelul Huerta și de oamenii săi, dar având-o lângă el pe Ortensia, el fuge cu trăsura guvernatorului și apoi, după ce o lasă pe Ortensia pe drum, sare cu trăsura de pe o stâncă în ocean. 
Crezând că guvernatorul și Zorro sunt morți, Huerta se pregătește să se proclame guvernator al Nuova Aragon și încearcă să o forțeze pe Ortensia să se căsătorească cu el. În ziua nunții, fratele Francisco și țăranii sosesc la biserică pentru a protesta împotriva colonelului. Colonelul le ordonă gărzilor să-i aresteze, dar acestea refuză. Spre surprinderea tuturor, Zorro reapare nevătămat pe acoperișul bisericii și se luptă cu soldații. Mulțimea devine furioasă și începe să atace gărzile. Huerta apucă pistolul unui soldat și-l împușcă mortal pe fratele Francisco, provocând astfel o revoltă. Zorro crede acum că uciderea fratelui Francisco l-a eliberat de jurământul făcut lui Miguel de la Serna și are un duel final cu Huerta. Lupta are loc timp de mai multe minute în biserică, iar Zorro repetă trucul lui Huerta cu tăierea lumânărilor fără ca acestea să cadă. Mai târziu, Zorro cade printr-un vitraliu și Huerta crede că Zorro a murit. Cu toate acestea, Zorro reapare în turnul clopotniță și lupta continuă. Pe acoperiș, Zorro își dă jos masca și printr-o fandare simultană îl ucide pe Huerta, făcându-l să cadă de pe acoperiș. Mulțimea se uită șocată, apoi izbucnește în aplauze. Zorro apare apoi pe un deal pe calul său și pleacă.

## Distribuție
- Alain Delon - Don Diego, falsul Miguel de la Serna / El Zorro
- Stanley Baker - colonelul Huerta
- Ottavia Piccolo - Contessina Ortensia Pulido
- Moustache - sergentul Garcia
- Enzo Cerusico - Joaquín, slujitorul lui Don Diego
- Giacomo Rossi Stuart - căpitanul Fritz von Merkel
- Giampiero Albertini - fratele Francisco
- Marino Mase - guvernatorul Miguel de la Serna
- Rajka Juri (ca Rajka Jurcec) - Senoria de la Serna
- Adriana Asti - mătușa Carmen

### Dubluri italiene
- Luigi La Monica - Don Diego / Zorro

## Despre film
- Versiunea franceză a filmului are o durată de peste două ore. Totuși, versiunea americană are doar 90 de minute, fiind tăiate multe scene din film.
- Acest film l-a inspirat pe Ilya Salkind să facă un film despre un super-erou; el a realizat filmul Superman (1978).
- Zorro a fost unul dintre primele filme occidentale moderne care au fost difuzate în China în 1978 după Revoluția culturală. Mai mult de 70.000.000 de oameni au mers la cinematografe să-l vadă.